# James Anderson (baloncestista)
James Lee Anderson (Junction City, Arkansas, 25 de marzo de 1989) es un baloncestista estadounidense que juega en el Manisa Büyükşehir Belediyespor de la BSL. Con 1,98 metros de estatura, juega en la posición de escolta.

## Trayectoria deportiva

### High School
Anderson asistió al Instituto Junction City en Junction City, Arkansas. En su año sénior (2006–07), Anderson lideró a los Dragons al campeonato estatal Arkansas Class 2A, anotando 43 puntos en la final. Anderson fue nombrado Jugador del Año Gatorade para Arkansas, participó en el McDonald's All-American Game de 2007 y fue incluido en el Parade All-American.

### Universidad
Anderson eligió la Universidad de Oklahoma State y en su primer encuentro con los Cowboys anotó 29 puntos, en la victoria por 104–48 sobre Prairie View. Anderson promedió 13.3 puntos por partido y fue nombrado mención honorable del mejor equipo de la Big 12 Conference y miembro del mejor equipo de novatos de la conferencia. En su segunda temporada universitaria, Anderson continuó progresando y aumentó sus números hasta los 18.2 puntos por partido y superó la barrera de los 1000 puntos en su carrera en su segundo año. Fue nombrado Academic All-Big 12 y formó parte del segundo mejor quinteto de la conferencia.
También en su segunda campaña, Anderson representó a la selección de baloncesto de Estados Unidos en los Juegos Universitarios en Belgrado, Serbia. Estados Unidos ganó la medalla de bronce bajo el mandato del entrenador Bo Ryan.
En su tercera y a la postre última temporada en los Cowboys, Anderson promedió 22.3 puntos y 5.8 rebotes por partido, y lideró al equipo a un récord de 9–7 en liga. A la conclusión de la liga regular, James Anderson fue nombrado mejor jugador de la Big 12. Sporting News nombró a Anderson en el primer equipo All-American.

### Profesional
Anderson fue seleccionado por San Antonio Spurs en la 20.ª posición del Draft de la NBA de 2010, donde jugó dos temporadas, siendo cedido a los Austin Toros de la NBA D-League. En septiembre de 2012 fichó por Atlanta Hawks.
Anderson comenzó la temporada 2012-2013 en los Rio Grande Valley Vipers traspasado por los Bakersfield Jam. El 21 de noviembre de 2012, firma con los San Antonio Spurs, un mes después es cortado, y el 2 de enero firma con los Houston Rockets.
A principios de agosto de 2014, Anderson firmó un contrato para jugar con el Žalgiris Kaunas de Lituania. Al final de dicha temporada fichó por los Sacramento Kings donde estuvo una temporada, para jugar en 2016-2017 en las filas de Darüşşafaka S.K. y al año siguiente con el Khimki.
En julio de 2018 ficha por una temporada más otra opcional por el Anadolu Efes S.K. turco.
En el conjunto del Anadolu Efes S.K. estaría durante cuatro temporadas y en las dos últimas ayudó al equipo a proclamarse campeón de la Euroliga en dos ocasiones. A lo largo de 223 partidos en la máxima competición continental obtuvo medias de 6,6 puntos, 3,1 rebotes y 6,8 créditos de valoración.
El 25 de junio de 2022, James firma por el UCAM Murcia CB de la Liga Endesa.
El 27 de julio de 2023 se hace oficial su fichaje por el Manisa Büyükşehir Belediyespor de la BSL.

## Estadísticas de su carrera en la NBA

### Temporada regular
| Año     | Equipo       | PJ  | PT | MPP  | %TC  | %3P  | %TL  | RPP | APP | ROB | TPP | PPP  |
| ------- | ------------ | --- | -- | ---- | ---- | ---- | ---- | --- | --- | --- | --- | ---- |
| 2010-11 | San Antonio  | 26  | 2  | 11.0 | .383 | .391 | .778 | .9  | .7  | .1  | .2  | 3.6  |
| 2011-12 | San Antonio  | 51  | 2  | 11.8 | .379 | .279 | .750 | 1.5 | .8  | .2  | .0  | 3.7  |
| 2012-13 | San Antonio  | 10  | 0  | 9.4  | .440 | .455 | .778 | 1.4 | .9  | .3  | .2  | 3.4  |
| 2012-13 | Houston      | 29  | 2  | 10.6 | .406 | .327 | .895 | 2.0 | 1.1 | .4  | .1  | 4.0  |
| 2013-14 | Philadelphia | 80  | 62 | 28.9 | .431 | .328 | .726 | 3.8 | 1.9 | .9  | .4  | 10.1 |
| Total   | Total        | 196 | 68 | 18.4 | .417 | .330 | .755 | 2.4 | 1.3 | .5  | .2  | 6.3  |

## Playoffs
| Año   | Equipo      | PJ | PT | MPP | %TC  | %3P  | %TL  | RPP | APP | ROB | TPP | PPP |
| ----- | ----------- | -- | -- | --- | ---- | ---- | ---- | --- | --- | --- | --- | --- |
| 2012  | San Antonio | 8  | 0  | 3.9 | .444 | .500 | .500 | .6  | .4  | .1  | .0  | 1.4 |
| 2013  | Houston     | 2  | 0  | 9.0 | .200 | .000 | .000 | 2.0 | .0  | .0  | .0  | 1.0 |
| Total | Total       | 10 | 0  | 4.9 | .357 | .286 | .500 | .9  | .3  | .1  | .0  | 1.3 |